# Apollo Grannus-vasen
Apollo Grannus-vasen, även kallad Fycklinge-vasen, är namnet på ett arkeologiskt fornfynd som hittades vid Fycklinge i tätorten Kärsta i Björksta socken i Västmanland. Apollo Grannus-vasen hittades år 1818 av "dagakarlen" Lundström. Den är ett romerskt bronskärl som dateras till äldre järnålder. 
Lundström arbetade med att ta upp grus ur en stenhög med hjälp av ett spett, då han plötsligt träffade något under marken med spettet. Han grävde fram en 45 cm hög vas av brons, fint dekorerad längs övre kanten, som var full med brända ben och smälta glasklumpar. Eftersom Lundström förstod att han hade hittat ett fornfynd lämnade han in vasen till de antikvariska myndigheterna, vilka försåg honom med 100 riksdaler hittelön samt ett tackbrev från kungen.
Vasens form är unik och saknar motsvarighet. Den är en av väldigt få romerska vaser som anträffats utanför det romerska riket. Stilmässigt är den ett Hemmoor-kärl. På vasen finns inskriptionen APOLLINI GRANNO DONVM AMMILIVS CONSTANS PRAEF TEMPLI IPSIVS VSLLM (”Åt Apollo Grannus gav hans tempelföreståndare Ammilius Constans denna gåva”), en inskription som visar att vasen tillhörde ett romerskt tempel för den romersk-keltiska käll- och solguden Apollo Grannus, och att vasen var en del av en tempelskatt. Förutom denna har bara ett fragmentariskt romerskt bronskärl med inskription hittats. Inskriptionen visar också att denna inte varit en handelsvara, i stället tror man att den plundrats från ett tempel på liknande sätt som vikingarna plundrade hundratals år senare.
Personen som kremerats måste ha varit mäktig. I vasen anträffades tre kopparbeslag (kanske från ett träkärl), en söndrig bricka av ben, en järnkniv samt 31 smälta pärlor av grön, brun och vit glas/glasfluss.
Fynden förvaras idag i Statens historiska museum i Stockholm där vasen är utställd.
Enligt FMIS är fyndplatsen idag bebyggd med hus, i änden av Borrsvängsvägen.

APOLLINI GRANNO DONVM AMMILIVS CONSTANS PRAEF TEMPLI IPSIVS VSLLM